# Dol pri Ljubljani
Dol pri Ljubljani este o localitate din comuna Dol pri Ljubljani, Slovenia.